# Dave Barry (attore)
Dave Barry, nato David Segal (New York, 26 agosto 1918 – Beverly Hills, 16 agosto 2001), è stato un attore, comico e doppiatore statunitense.

## Biografia
Iniziò la sua carriera da adolescente, lavorando in radio. Successivamente si affermò come comico e imitatore, prendendo parte a molti spettacoli per le truppe durante la seconda guerra mondiale.
Dal 1937, per qualche anno, fu  doppiatore in diversi cortometraggi; solo in seguito interpretò alcuni film in brevi ruoli, spesso non accreditati. Il suo maggiore successo sul grande schermo fu il ruolo del pomposo manager Beinstock in A qualcuno piace caldo (1959) di Billy Wilder.
Barry lavorò anche come entertainer in molti spettacoli teatrali a Las Vegas, esibendosi nei numeri di apertura degli show di molte celebrità, come Frank Sinatra e Judy Garland.
È morto di cancro nel 2001, all'età di 82 anni.

## Vita privata
Dalla moglie Virginia Seiden ebbe cinque figli: Alan, Steven, Dana, Kerry e Wendy.

## Filmografia parziale

### Cinema
- Orchidea bionda (Ladies of the Chorus), regia di Phil Karlson (1949)
- Ragazze audaci (Playgirl), regia di Joseph Pevney (1954)
- Quattro ragazze in gamba (Four Girls in Town), regia di Jack Sher (1957)
- Gli evasi del terrore (Voice in the Mirror), regia di Harry Keller (1958)
- A qualcuno piace caldo (Some Like It Hot), regia di Billy Wilder (1959)
- Voglio sposarle tutte (Spinout), regia di Norman Taurog (1966)

### Televisione
- Indirizzo permanente (77 Sunset Strip) – serie TV, episodio 3x15 (1960)
- Going My Way – serie TV, episodio 1x21 (1963)

## Doppiatori italiani
- Manlio Busoni in A qualcuno piace caldo